# Souburgh
Hockey Club Souburgh is een Nederlandse hockeyclub uit Alblasserdam. De club werd opgericht in oktober 1961. Het clubhuis en de velden van Souburgh liggen op een sportcomplex aan de Vinkenpolderweg.
Heren 1 van Souburgh speelt door degradatie in seizoen 2014-2015 in de Vierde klasse en dames 1 speelt Vierde klasse van de KNHB. Inmiddels (seizoen 2017-2018) speelt heren 1 weer derde klasse.